# Alexander Dmitrijewitsch Petrow

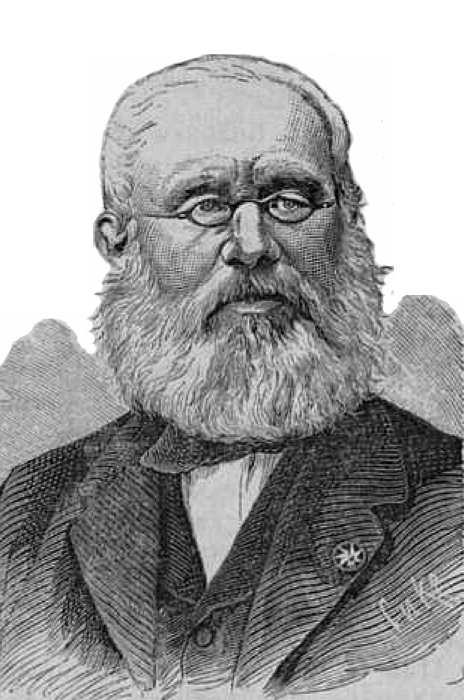
Alexander D. Petrow

Alexander Dmitrijewitsch Petrow (russisch Александр Дмитриевич Петров, wiss. Transliteration Aleksandr Dmitrievič Petrov; * 1. Februarjul. / 12. Februar 1794greg. in Bisserowo, Kreis Opotschka, Statthalterschaft Pskow; † 10. Apriljul. / 22. April 1867greg. in Warschau) war der erste Schachmeister Russlands, Schachtheoretiker und Schriftsteller. Er war einer der stärksten Spieler der Welt in der ersten Hälfte des 19. Jahrhunderts. Vor seiner Übersiedlung nach Warschau 1840 war er Professor für Maschinenbau an der Universität von Sankt Petersburg.

## Leben
Petrow, der als russischer Philidor galt, spielte Schach bereits als 7-Jähriger. Mit 15 Jahren besiegte er in Sankt Petersburg A. Kopiew und galt schon ab diesem Zeitpunkt als bester Schachspieler Russlands. 1824 gab er in St. Petersburg eines der ersten Schachbücher in russischer Sprache heraus: Schachmatnaja igra, priwjedjennaja w sistematitscheski porjadok, s prisowokuplenjem igor Filidora i primjetschani na onyja- dt.: Das Schachspiel, in systematischer Ordnung dargeboten und mit Partien Philidors sowie Kommentaren zu ihnen ergänzt. (Reprint Moskau 1977). Zu den bekanntesten Lesern seines Buches zählten die schachbegeisterten russischen Schriftsteller Alexander Puschkin, Iwan Turgenew und Nikolai Gawrilowitsch Tschernyschewski. 1821 erschien von Iwan A. Butrimow das erste russische Schachbuch überhaupt. In den 1840er Jahren besiegte er in mehreren Wettkämpfen den jungen russischen Meister Carl Ferdinand Jänisch, dem er eine Vorgabe gab. Er gewann 1854 (3-1) und 1859 (13-7) Wettkämpfe gegen Sergei Urussow. 1862 schlug er Ilja Schumow 4-2. 1851 wurde er von Howard Staunton zum ersten internationalen Turnier nach London eingeladen, doch konnte Petrow die Einladung nicht wahrnehmen.
Seit 1840 wohnte Petrow in Warschau, wo er als hoher Beamter in der zaristischen Verwaltung tätig war. Sein Haus war ein beliebter Treffpunkt der polnischen und russischen Schachspieler. 1863 unternahm er eine Auslandsreise, um nicht der Konspiration mit den Polen verdächtigt zu werden, die in diesem Jahr einen Aufstand gegen die zaristische Regierung unternahmen. In Wien und Paris machte er Bekanntschaften mit den führenden Meistern des Westens, so auch in Paris mit Paul Morphy, doch wurden keinerlei Partien gewechselt.
Petrows Beiträge zur Eröffnungs- und Endspiel-Theorie waren von hoher Bedeutung für die weitere Entwicklung des Schachspiels. Er analysierte gründlichst die in den englischsprachigen Ländern nach ihm benannte Petrov’s defence Russische Verteidigung (1. e2–e4 e7–e5 2. Sg1–f3 Sg8–f6). Ebenfalls nach ihm benannt ist ein Gambit im Läuferspiel: 1. e2–e4 e7–e5 2. Lf1–c4 Lf8–c5 3. Sg1–f3 d7–d6 4. c2–c3 Dd8–e7 5.d2–d4. Petrow schuf außerdem eine Reihe von weit beachteten Schachkompositionen.

## Schachkomposition
|   | a | b | c | d | e | f | g | h |   |
| 8 |   |   |   |   |   |   |   |   | 8 |
| 7 |   |   |   |   |   |   |   |   | 7 |
| 6 |   |   |   |   |   |   |   |   | 6 |
| 5 |   |   |   |   |   |   |   |   | 5 |
| 4 |   |   |   |   |   |   |   |   | 4 |
| 3 |   |   |   |   |   |   |   |   | 3 |
| 2 |   |   |   |   |   |   |   |   | 2 |
| 1 |   |   |   |   |   |   |   |   | 1 |
|   | a | b | c | d | e | f | g | h |   |

Seine bekannteste Komposition ist wohl Die Flucht Napoleons von Moskau nach Paris.
Lösung: 1. Sd2+ Ka2 2. Sc3+ Ka3 3. Sdb1+ Kb4 4. Sa2+ Kb5 5. Sbc3+ Ka6 6. Sb4+ Ka7 7. Sb5+ Kb8 8. Sa6+ Kc8 9. Sa7+ Kd7 10. Sb8+ Ke7 11. Sc8+ Kf8 12. Sd7+ Kg8 13. Se7+ Kh8 14. Kg2 matt.
(Bemerkung: Das Feld a1 ist Moskau, das Feld h8 ist Paris, die Diagonale h1–a8 ist der Fluss Bjaresina, der schwarze König ist Napoleon, die weißen Springer die russische Kavallerie.)